# Gelegenheitsursache
Unter Gelegenheitsursache versteht man im deutschen Sozialrecht eine Ursache, die für den Eintritt eines Schadens zwar ursächlich, aber nicht rechtserheblich ist.
Die Abgrenzung einer Gelegenheitsursache nach der im Sozialrecht herrschenden Theorie von der wesentlichen Bedingung kann insbesondere bei der gutachterlichen Bewertung von Arbeitsunfällen bedeutsam sein.